# Хузумский талер
Хузумский талер (нем. Husumer Taler) — название очень редкой монеты талерового типа, отчеканенной в 1522 году при будущем датском короле, герцоге Шлезвиг-Гольштейна Фридрихе в городе Хузум.
Хузумский талер создал минцмейстер Юрген Древес (нем. Jürgen Dreves). Он имеет вес 29,23 г и диаметр 39 мм. На аверс помещено портретное изображение герцога и круговая надпись «FREDERICVS·DEI·GRA·SLESVICEN·ET·HOLSAC·DVX», что обозначает «Фридрих, Божьей милостью герцог Шлезвига и Гольштейна». На реверсе — герб из нескольких полей с расположенным сверху шлемом и круговая надпись «MONET·NOVA*ARGENTA·HVSEMEN·I5ZZ» («Новая серебряная хузумская монета 1522»). Герб состоит из нескольких полей, которые занимают геральдические символы Норвегии, Шлезвига (львы), Гольштейна (лист крапивы) и Штормарна (лебедь). В самом центре помещён геральдический щит Ольденбургского дома. Особенностью изображения является детальный и реалистичный портрет правителя. Гравёр не собирался льстить герцогу, а изобразил его таким, как есть, со всеми внешними изъянами. На голове будущего короля даже находится сетка для волос, что является абсолютно нехарактерной деталью для портретных изображений.
На 2010 год известны 11 монет из которых 3 находятся в частных коллекциях. Один хузумский талер является частью нагрудной цепи мэра города.
Данный талер является не первой монетой хузумской чеканки. В городе монетный двор открыли в 1520 году, в сохранившемся и поныне здании на рыночной площади. Особенным его делает то, что он стал первой монетой талерового типа Шлезвиг-Гольштейна и первой с портретным изображением правителя в северной Германии и Скандинавии.